# Tulaczyk Glacier
Tulaczyk Glacier är en glaciär i Antarktis. Den ligger i Västantarktis. Chile gör anspråk på området. Tulaczyk Glacier ligger 2 495 meter över havet.
Terrängen runt Tulaczyk Glacier är kuperad åt sydväst, men åt nordost är den bergig. Trakten är obefolkad. Det finns inga samhällen i närheten. 